# Castillo de Pelișor

El castillo de Pelișor es un pequeño palacio construido en las cercanías del castillo de Peles (en el valle de Prahova ). Construido entre 1899 y 1902 por el arquitecto checo Karel Liman y decorado por el artista vienés Bernhard Ludwig. El castillo de Pelișor se convirtió, a partir de 1903, en la residencia de verano de los herederos al trono de Rumanía.
Fue construido a petición del rey Carlosl I, como residencia de los príncipes herederos Fernando y María.
El mobiliario y la decoración interior, en gran parte realizada por Bernhard Ludwig, son las propias de un espacio residencial (vestíbulo, oficinas, capilla, " sala dorada "), un homenaje a las innovaciones de los movimientos artísticos de principios del siglo XX.
El castillo de Pelișor tiene solo 99 habitaciones, en comparación con el castillo de Peles que cuenta con 160 habitaciones. Toda la casa fue decorada para ser una residencia principesca y lleva la impronta de una fuerte personalidad: la de la Reina María. El salón de honor está revestido con madera de roble. El dormitorio dorado está decorado según los planos y dibujos de la reina con muebles tallados en madera de tilo dorada. Su despacho también fue decorado según los deseos de la reina, y las paredes de la Cámara Dorada están decoradas con hojas de cardo, un motivo muy apreciado por la reina ya que era el emblema de Escocia, su lugar de nacimiento. Sus hijos también crecieron aquí: Carlos (el futuro rey Carlos II), María (reina consorte de Yugoslavia), Elisabeta (reina consorte de Grecia) y Nicolae (regente).

## Historia

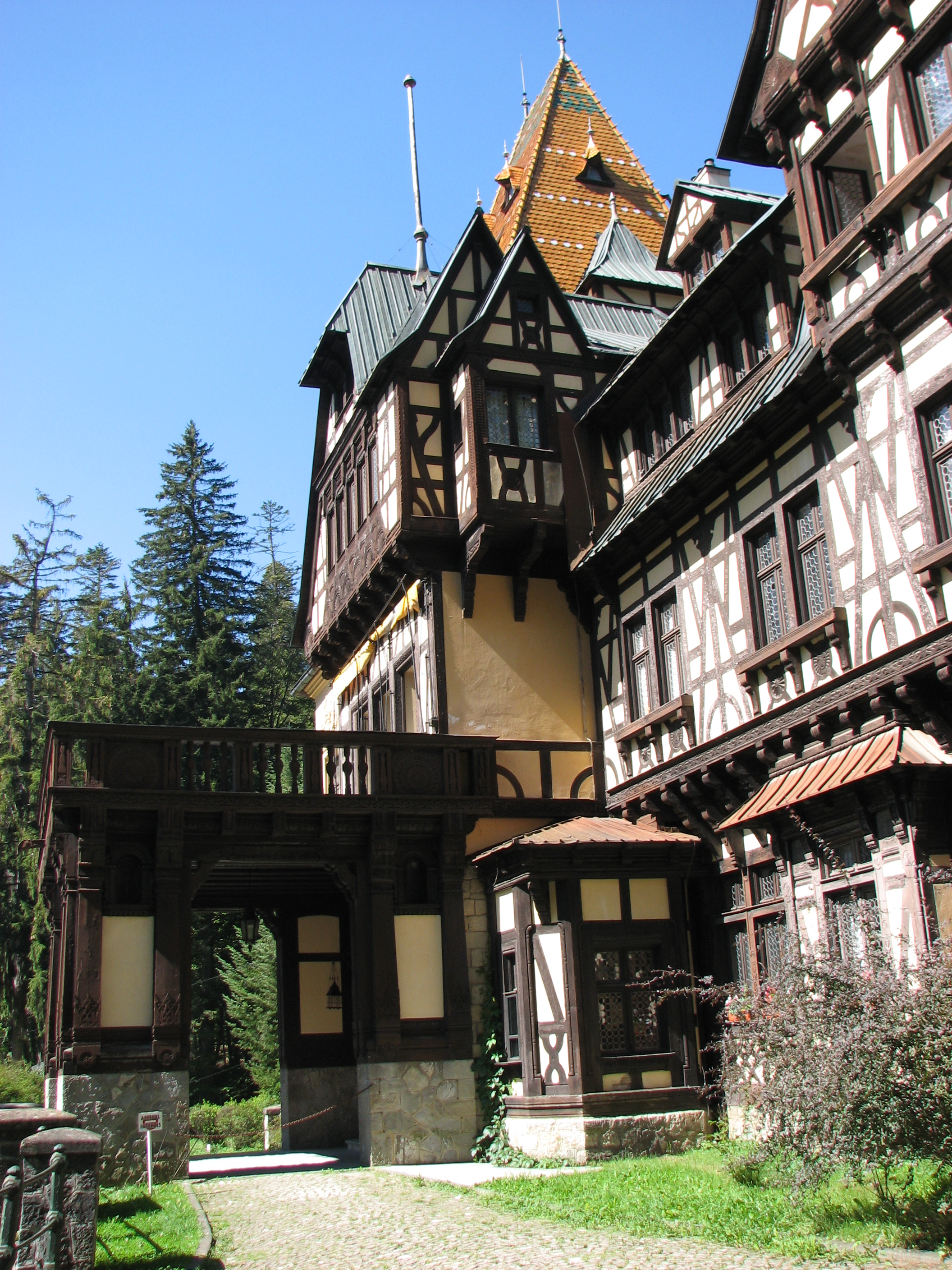
Detalle del palacio.

Fue construido por el arquitecto checo Karel Zdeněk Líman, entre 1899 e 1902, el edificio presenta en su parte exterior elementos de fachwerk asociados a elementos rumanos, como las dos torres de arenisca recubiertas por azulejos coloridos, inspiradas en las iglesias de Bucovina. En el interior los aposentos fueron decorados por el  vienense Bernhard Ludwig, pero sufrieron diversas intervenciones por la reina María. La monarca consideraba el art nouveau como un arma contra o historicismo estéril e lo combinó con elementos bizantinos y celtas, creando un estilo personal que se puede apreciar en todos las estancias del castillo.

### Periodo comunista
Después de la abdicación del rey Miguel I, el castillo se cerró por orden de las autoridades comunistas y se inventariaron los bienes patrimoniales. La mayor parte de las colecciones de pintura, mobiliario, tapices, piezas de arte decorativas y libros fueron trasladados al Museo Nacional de Arte de Bucarest. En mayo de 1948 otras piezas quedaron bajo la custodia de varias instituciones culturales en diferentes ciudades de Rumanía, como Bucarest, Brasov y Sibiu. A partir de 1953 el castillo se transformó en un alojamiento para escritores, artistas y músicos afines al régimen comunista. En 1975 todos los edificios del complejo real se cerraron para garantizar su  conservación.

### Actualidad
Pelişor fue abierto al público en 1993, convirtiéndose en el único museo de art nouveau de Rumanía.
En 2007, después de cinco años de negociaciones entre el gobierno y la familia real, se firmó un acuerdo según el cual los castillos de Peleş y Pelişor, así como  todo o complejo real retornarían al patrimonio del rey Miguel I, pero continuarían siendo administrados por el estado rumano. El acuerdo con la Casa Real expiró en 2009 para el castillo de Pelişor se prorrogó en 2010 para el castillo de Peleş.

## Estancias
Los principales salas con las que cuenta son:
Salón de honor, de una sencillez refinada y panelado con madera de roble. Destaca la claraboya decorada con vidrieras, elemento arquitectónico propio del arte del siglo XX.
El despacho del rey Fernando es una sala solemnemente. Dispone de un mobiliario ambientado en el estilo neorrenacentista alemán, en el que destaca el escritorio de madera de nogal, revestido con tres paneles tallados que representan los castillos de Peles, Pelisor y Foisor.
La Capilla, la cual está integrada en las habitaciones de la reina María y que se encuentra ubicada en un espacio revestido de mármol Ruschița, accesible a través de un arco dorado con columnas, con una inscripción emblemática. 
El dormitorio dorado está amueblado con piezas realizadas en 1909 en los Talleres de Artes y Oficios de Sinaia (escuela fundada por el rey), según los planos y dibujos de la reina. Talladas en madera de tilo dorada, llevan en la decoración el entrelazado de inspiración celta y el elemento zoomorfo bizantino, interpretado a la manera del Arte 1900.
El despacho de la reina María, que se encuentra ubicada en un interior adornado con columnas Brancoveanu y una chimenea específica para los interiores rumanos, incluye muebles diseñados por la reina. Las sillas y la mesa de para escribir correspondencia están decoradas con los símbolos de María: el lirio y la cruz de la gama.

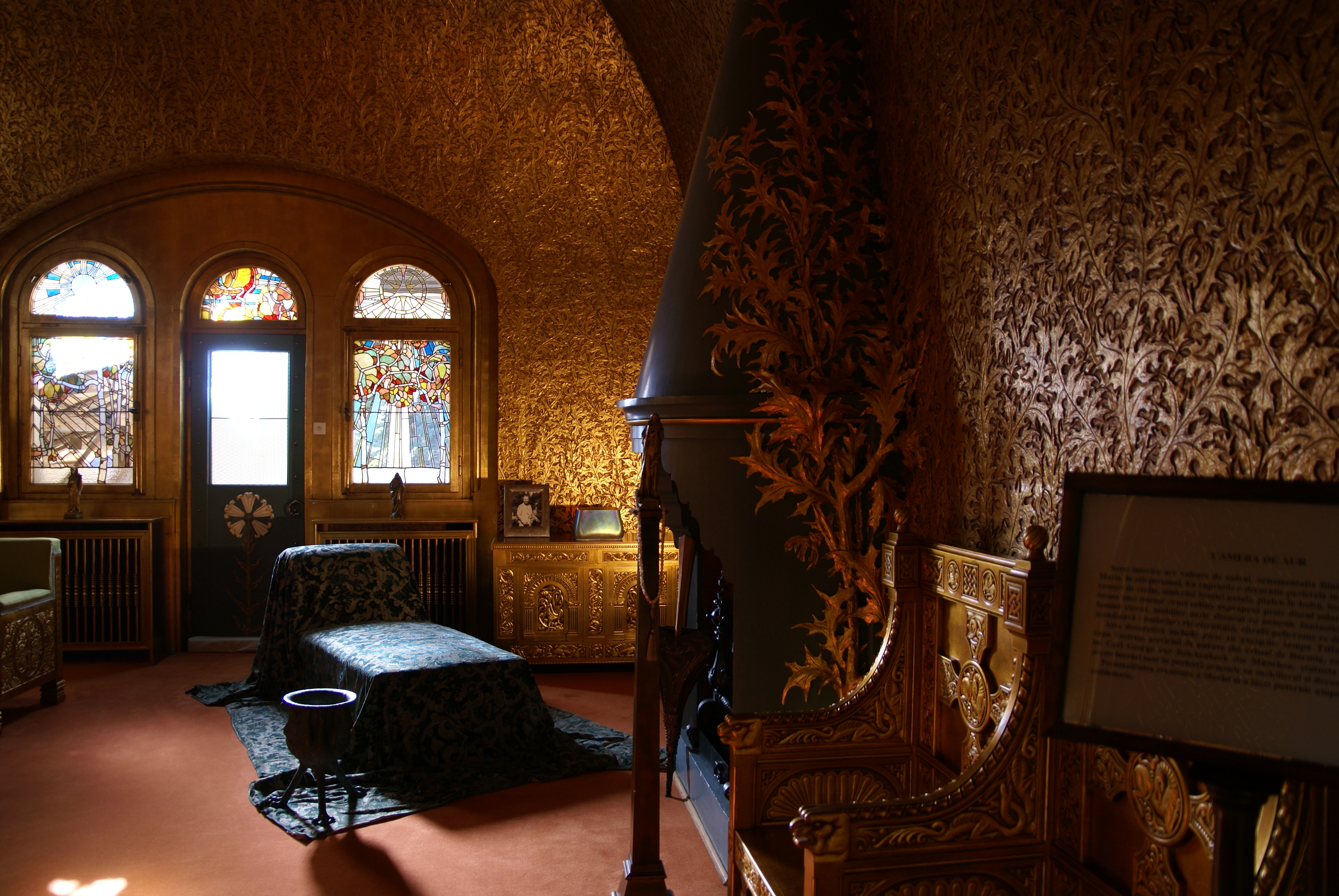
Detalle del Salón Dorado.

La Sala Dorada es la sala central del palacio, tiene una decoración poco habitual. Las paredes son de estuco dorado con hojas de cardo, motivo muy querido por la reina por ser el emblema de la ciudad de Nancy, capital del Art Nouveau, pero también relacionado con Escocia, lugar de nacimiento de María. El mobiliario decorado con elementos celtas y bizantinos también se destaca por el lucernario en forma de cruz celta en el techo.
El castillo de Pelisor cuenta con una valiosa colección de arte decorativo perteneciente al Art Nouveau, que incluye obras de artistas como E. Galle, los hermanos Daum, J. Hoffmann, LC Tiffany, Gurschner, etc. El manuscrito merece una mención especial: pergamino pintado hecho por María y entregado a Fernando en 1906. Las bellas artes pueden agruparse bajo el genérico "Juventud Artística", un movimiento patrocinado por la reina, que reunió a artistas rumanos al comienzo de sus carreras.
En el castillo de Pelișor hay otras obras de la reina María, además del manuscrito mencionado anteriormente, como algunas acuarelas que representan lirios.

## Horario de visitas
Horario de apertura del castillo de Pelișor:
- Verano (del 15 de mayo al 15 de septiembre): lunes cerrado, cerrado, miércoles a domingo de 09:00 a 17:00
- Invierno (del 16 de septiembre al 14 de mayo): lunes, martes: cerrado, miércoles de 11.15 a 16.15, jueves a domingo de 09.15 a 16.15

En el período del 15 de octubre al 30 de noviembre, el Castillo está cerrado por obras de conservación. La tarifa de admisión es de 20  RON.